# Vitanovići Donji
Vitanovići Donji – wieś w Bośni i Hercegowinie, w dystrykcie Brczko. W 2013 roku liczyła 396 mieszkańców, z czego większość stanowili Chorwaci.